# Skala Pirqueta
Skala Pirqueta – skala stosowana w medycynie służąca do oceny wielkości migdałków podniebiennych.
| Stopień | Opis                                                  |
| ------- | ----------------------------------------------------- |
| I°      | Migdałki są schowane za łukami podniebiennymi         |
| II°     | Migdałki sięgają do łuków podniebiennych              |
| III°    | Migdałki przekraczają linię łuków podniebiennych      |
| IV°     | Migdałki zajmują połowę szerokości gardła             |
| V°      | Migdałki stykają się ze sobą na tylnej ścianie gardła |